# Васюкова (бывший Кувинский сельсовет)
Васюкова — деревня в Кудымкарском районе Пермского края. Входила в состав Белоевского сельского поселения. Располагается северо-западнее от города Кудымкара. Расстояние до районного центра составляет 33 км. По данным Всероссийской переписи населения 2010 года, в деревне проживало 95 человек (41 мужчина и 54 женщины).

## История
По данным на 1 июля 1963 года, в деревне проживало 149 человек. Населённый пункт входил в состав Кувинского сельсовета.